# Fred Scolari
Fred Joseph Scolari (San Francisco, 1º marzo 1922 – San Ramon, 17 ottobre 2002) è stato un cestista e allenatore di pallacanestro statunitense, professionista nella BAA e nella NBA.

## Palmarès
- 2 volte All-BAA Second Team (1947, 1948)
- 2 volte NBA All-Star (1952, 1953)
- Miglior tiratore di liberi BAA (1947)